# Österreichische Handballmeisterschaft (Männer) 2019/20
Die 59. Saison der Österreichischen Handballmeisterschaft begann im August 2019 und wurde am 1. April 2020 aufgrund der COVID-19-Pandemie in Österreich frühzeitig und ohne Meister beendet. Der amtierende Meister der Saison 2018/19 ist der UHK Krems.

## Spusu Liga
In der höchsten Spielklasse, der spusu Liga, sind zehn Teams vertreten. Die Meisterschaft wird in mehrere Phasen gegliedert. In der Hauptrunde spielen alle Teams eine einfache Hin- und Rückrunde gegen jeden Gegner. Danach wird die Liga in zwei Gruppen geteilt.
Die ersten fünf Teams spielen in einer weiteren Hin- und Rückrunde um die Platzierung im Viertelfinale. Die letzten fünf Teams spielen um die ersten drei Plätze, welche sich ebenfalls für das Viertelfinale qualifizieren. Die Qualifizierung wird auch in einer Hin- und Rückrunde ausgetragen. Die beiden schlechtplatziertesten Teams spielen eine Best-of-three-Serie gegen den Abstieg.

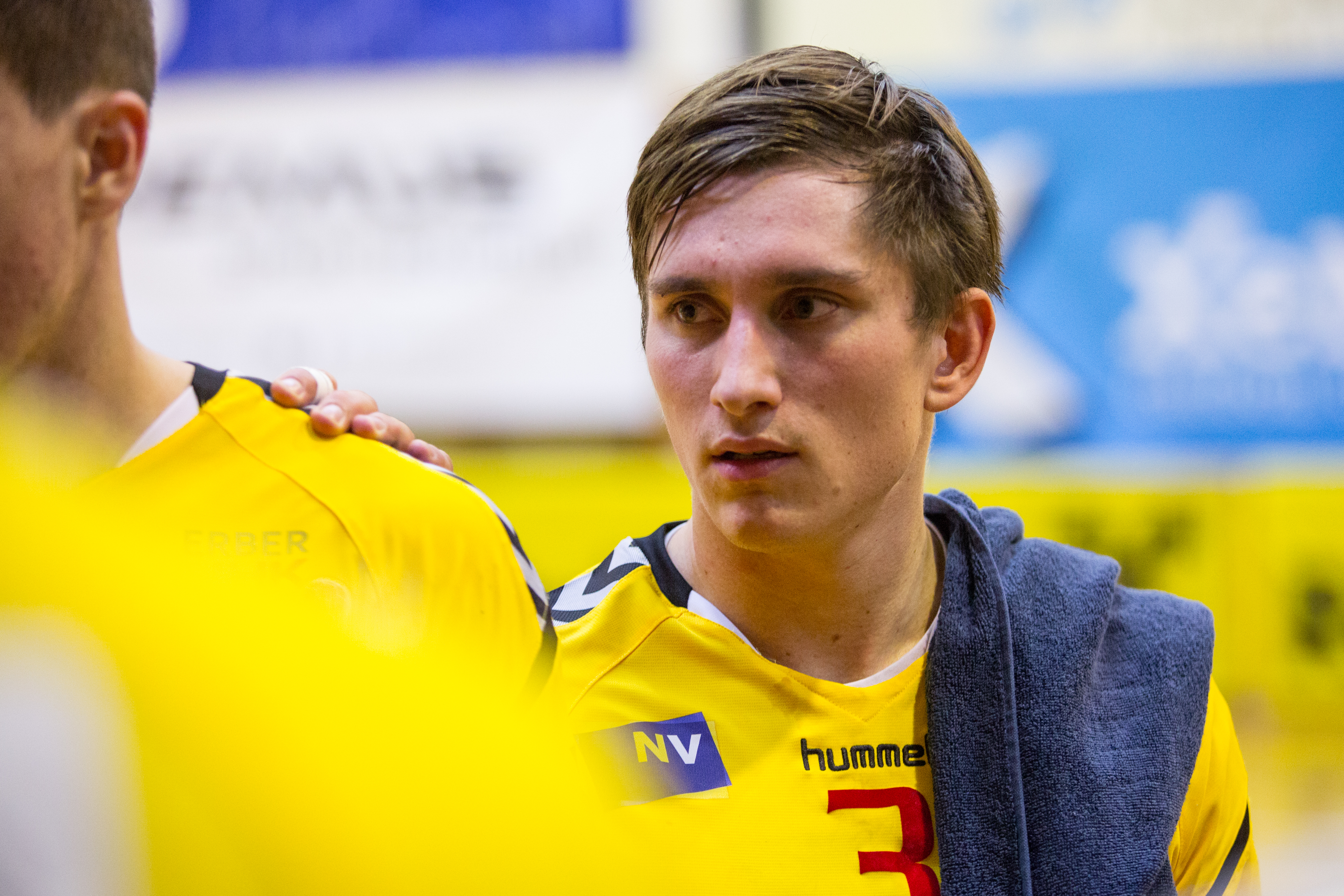
Jakob Jochmann Torschützenkönig des Grunddurchgangs 2019/20

### Hauptrunde spusu Liga
| Pl.                                   | Verein                          | Sp. | S  | U | N  | Tore      | Diff. | Punkte |
| ------------------------------------- | ------------------------------- | --- | -- | - | -- | --------- | ----- | ------ |
| 1.                                    | Handballclub Fivers Margareten  | 18  | 13 | 1 | 4  | 0561:4790 | +82   | 27     |
| 2.                                    | Alpla HC Hard                   | 18  | 12 | 1 | 5  | 0489:4550 | +34   | 25     |
| 3.                                    | UHK Krems (M)                   | 18  | 11 | 2 | 5  | 0519:4770 | +42   | 24     |
| 4.                                    | SC Ferlach                      | 18  | 9  | 2 | 7  | 0478:4890 | −11   | 20     |
| 5.                                    | Handball Tirol                  | 18  | 9  | 1 | 8  | 0475:4770 | −2    | 19     |
| 6.                                    | SG Handball Westwien            | 18  | 9  | 0 | 9  | 0490:4880 | +2    | 18     |
| 7.                                    | Bregenz Handball                | 18  | 8  | 2 | 8  | 0459:4690 | −10   | 18     |
| 8.                                    | HSG Graz                        | 18  | 6  | 2 | 10 | 0503:5040 | −1    | 14     |
| 9.                                    | HC Linz AG                      | 18  | 4  | 3 | 11 | 0502:5380 | −36   | 11     |
| 10.                                   | HSG Raiffeisen Bärnbach/Köflach | 18  | 2  | 0 | 16 | 0420:5200 | −100  | 4      |
| Quelle: ÖHB, Stand: 15. Dezember 2019 |                                 |     |    |   |    |           |       |        |

|     | Oberes Playoff             |
|     | Unteres Playoff            |
| (M) | Meister der letzten Saison |

### Torschützenliste Hauptrunde
| Platzierung | Spieler              | Verein               | Position        | Spiele | Tor e | 7-Meter | Feldtore |
| ----------- | -------------------- | -------------------- | --------------- | ------ | ----- | ------- | -------- |
| 1           | Jakob Jochmann       | UHK Krems            | Rückraum Mitte  | 18     | 119   | 45/53   | 74       |
| 2           | Vlatko Mitkov        | Bregenz Handball     | Rückraum rechts | 18     | 113   | 44/55   | 69       |
| 3           | Julian Ranftl        | SG Handball Westwien | Rechtsaußen     | 17     | 112   | 51/62   | 61       |
| 4           | Nikola Kosteski      | HC Linz AG           | Rechtsaußen     | 18     | 107   | 17/25   | 90       |
| 5           | Ivan Horvat          | Alpla HC Hard        | Rückraum links  | 18     | 105   | 16/19   | 89       |
| 6           | Daniel Dicker        | HSG Graz             | Rückraum links  | 18     | 103   | 4/7     | 99       |
| 7           | Julian Pratschner    | SG Handball Westwien | Linksaußen      | 18     | 101   | 17/26   | 84       |
| 8           | Richard Wöss         | Handball Tirol       | Rechtsaußen     | 18     | 90    | 10/17   | 80       |
| 9           | Alexander Wanitschek | Handball Tirol       | Linksaußen      | 18     | 87    | 24/31   | 63       |
| 10          | Nemanja Beloš        | HSG Graz             | Rückraum links  | 17     | 83    | 17/20   | 66       |

## Platzierungsrunde
Die ersten fünf Teams der Hauptrunde spielten in einer weiteren Hin- und Rückrunde um die Wahlreihenfolge für das Viertelfinale. Die letzten fünf Teams spielten um die ersten drei Plätze, welche sich ebenfalls für das Viertelfinale qualifizierten. Die Qualifizierung sollte auch in einer Hin- und Rückrunde ausgespielt werden. Jede Mannschaft startete in die Platzierungsrunde mit den halbierten Punkten der Hauptrunde, bei ungeraden Zahlen wurde aufgerundet. Beide Runden wurden nach 4 bzw. 5 Spielen abgebrochen.

### Bonus-Runde
| Platz | Verein                         | R | S | U | N | Tore    | Diff. | Punkte |
| ----- | ------------------------------ | - | - | - | - | ------- | ----- | ------ |
| 1.    | Handballclub Fivers Margareten | 5 | 5 | 0 | 0 | 155:140 | +15   | 24:0   |
| 2.    | Alpla HC Hard                  | 4 | 2 | 1 | 1 | 97:93   | +4    | 18:3   |
| 3.    | UHK Krems (M)                  | 5 | 2 | 0 | 3 | 140:143 | −3    | 16:6   |
| 4.    | SC Ferlach                     | 5 | 1 | 1 | 3 | 130:146 | −16   | 13:7   |
| 5.    | Handball Tirol                 | 5 | 1 | 0 | 4 | 131:131 | 0     | 12:8   |

### Quali-Runde
| Platz | Verein                          | R | S | U | N | Tore    | Diff. | Punkte |
| ----- | ------------------------------- | - | - | - | - | ------- | ----- | ------ |
| 1.    | SG Handball Westwien            | 4 | 4 | 0 | 0 | 125:109 | +16   | 17:0   |
| 2.    | Bregenz Handball                | 5 | 2 | 0 | 3 | 129:139 | −10   | 13:6   |
| 3.    | HC Linz AG                      | 5 | 3 | 0 | 2 | 138:129 | +9    | 12:4   |
| 4.    | HSG Graz                        | 5 | 2 | 0 | 3 | 132:136 | −4    | 11:6   |
| 5.    | HSG Raiffeisen Bärnbach/Köflach | 5 | 1 | 0 | 4 | 127:138 | −11   | 4:8    |

## Saisonabbruch aufgrund der COVID-19-Pandemie in Österreich
Nachdem die Saison aufgrund der COVID-19-Pandemie in Österreich im März unterbrochen wurde, gab der Österreichische Handball Bund im April bekannt, dass die Saison ohne Meister abgebrochen wird.

## Fernsehübertragungen
In der spusu Liga Saison 2019/20 werden 50 Live-Spiele auf Laola1.tv und 24 Live-Spiele auf ORF SPORT + übertragen.

## Spielstätten
Die Spielstätten sind nach Kapazität der Stadien geordnet.
| Verein                         | Stadion                                   | Kapazität |
| ------------------------------ | ----------------------------------------- | --------- |
| HSG Graz                       | Raiffeisen Sportpark Graz                 | 3000      |
| Alpla HC Hard                  | Sporthalle am See                         | 2280      |
| Bregenz Handball               | Sporthalle Rieden-Vorkloster              | 1600      |
| UHK Krems                      | Sport • Halle • Krems                     | 1428      |
| Handballclub Fivers Margareten | Sporthalle Margareten                     | 1200      |
| HC Linz AG                     | Sport-Neue Mittelschule Linz Kleinmünchen | 1200      |
| SG Handball Westwien           | BSFZ Südstadt                             | 1200      |
| HSG Bärnbach/Köflach           | Sporthalle Bärnbach                       | 1076      |
| Handball Tirol                 | Osthalle Schwaz                           | 1000      |
| SC Ferlach                     | Ballspielhalle Ferlach                    | 800       |